# Felix Meyer (Maler)

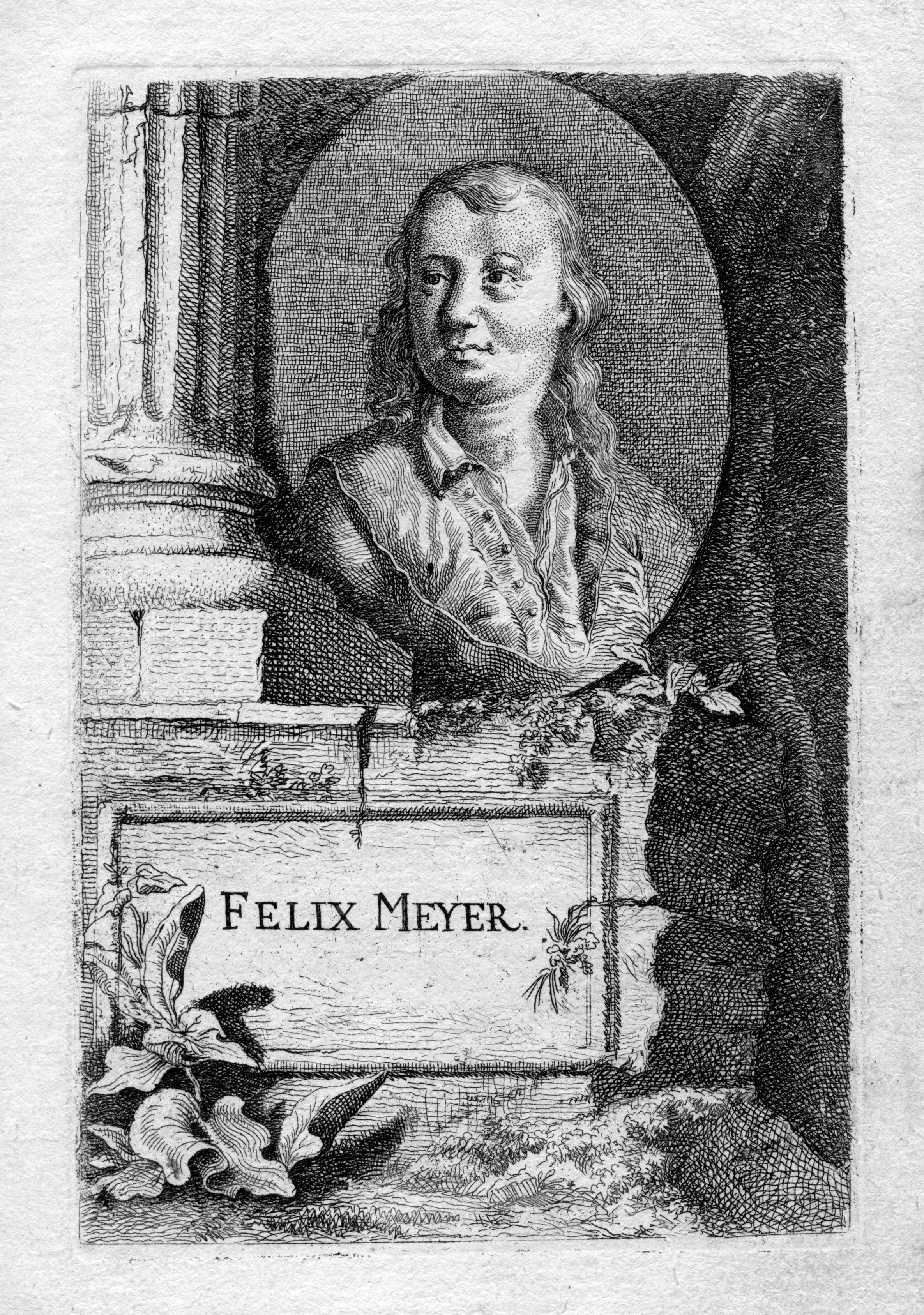
Darstellung von Felix Meyer

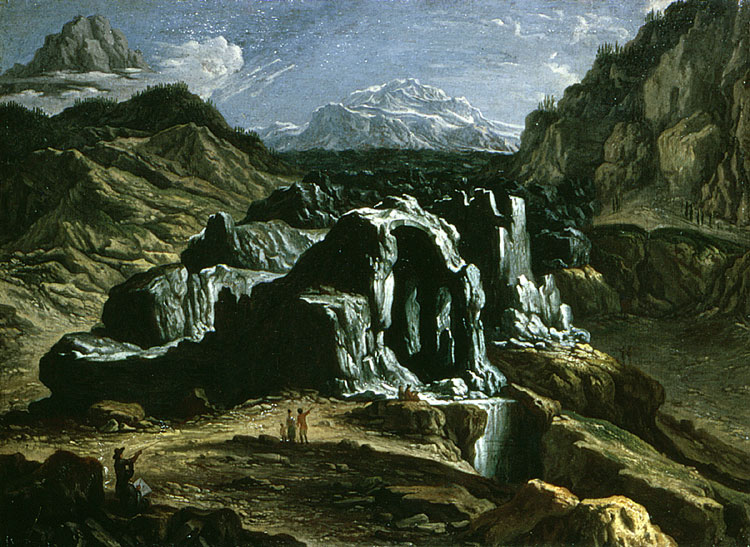
«Unterer Grindelwaldgletscher» von Felix Meyer

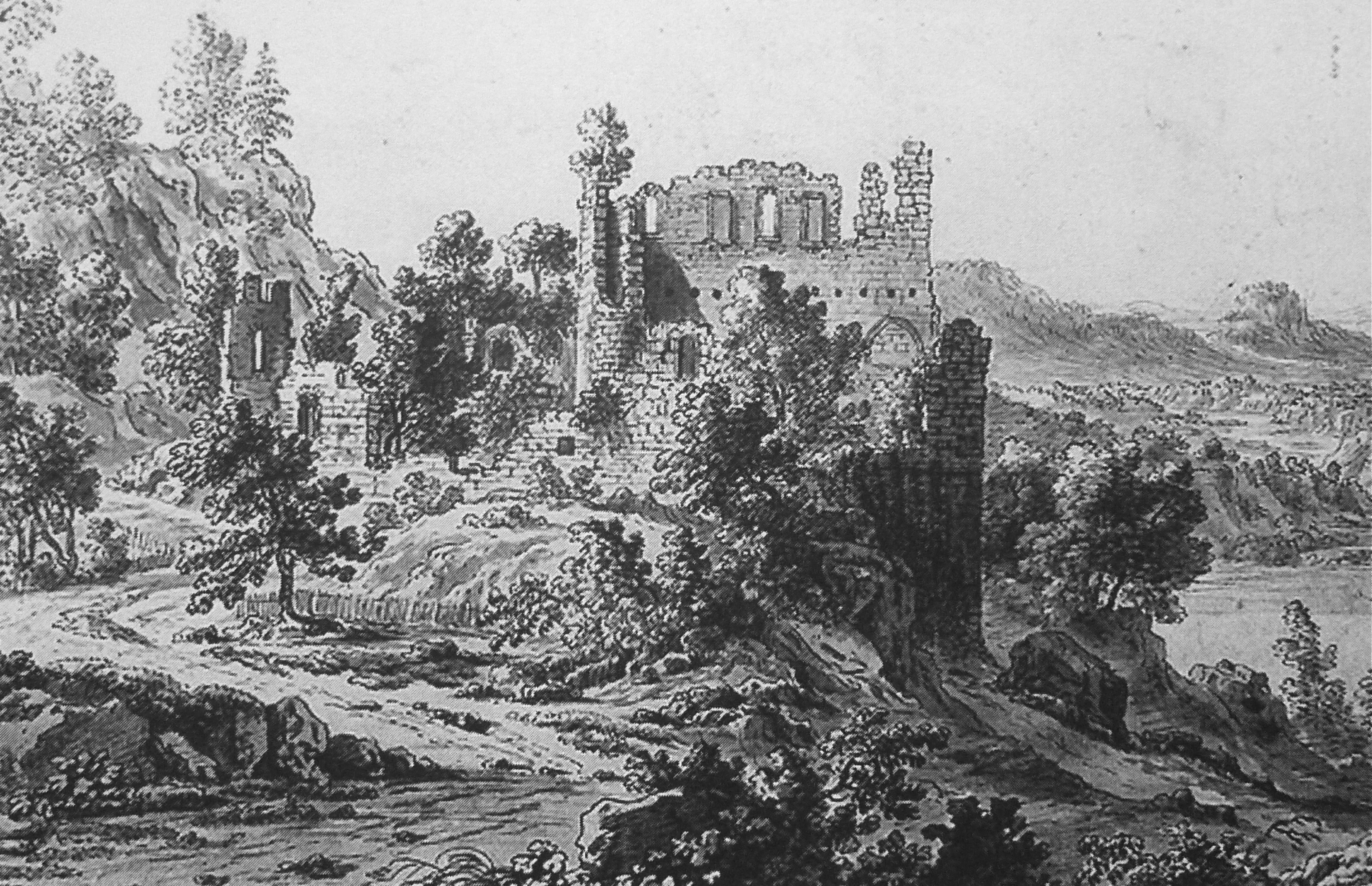
Kloster Beerenberg bei Wülflingen

Felix Meyer (* 1. Februar 1653 in Wülflingen bei Winterthur; † 11. Juni 1713 im Schloss Wyden bei Ossingen) war ein Schweizer Maler. Er war einer der bedeutendsten Schweizer Landschaftsmaler seiner Zeit.

## Leben
Felix Meyer kam am 1. Februar 1653 in Wülflingen als zwölfter Sohn des Pfarrers Hans Heinrich und seiner Ehefrau Elsbeth Meyer (geb. Troll) zur Welt. 1675 heiratete er in seiner zweiten Ehe Sarah Bidermann.
Meyer erhielt 1666/67 seinen ersten Malunterricht in Winterthur. Danach reiste er nach Nürnberg, wo er von 1668 bis 1673 beim Porträtisten Melchior Balthasar Krieger und dem Landschaftsmaler Johann Franz Ermels lernte. Er machte in dieser Zeit Bekanntschaft mit Willem van Bemmel, Johann Oswald Harms, Johann Heinrich Roos und Johann Melchior Roos. In Nürnberg wurden ihm Kenntnisse der holländischen Malerei vermittelt, die für seine spätere Malerei prägend wurden. Im Jahr 1673 reiste er nach Italien, musste die Reise aber in Mailand wegen einer Krankheit abbrechen. Von 1678 bis 1681 war er in Winterthur Lehrmeister von Jakob Sulzer. 1696 unternahm er eine weitere Reise nach Nürnberg, bei der er Georg Philipp Rugendas kennenlernte. Von 1699 bis 1703 lebte er in Bern. Dort entstanden bei Studienreisen in die Berge viele seiner bekannten Landschaftsbilder der Schweizer Berge. 1707 malte er gemeinsam mit seinem Sohn Hans Heinrich zwei Zimmer in Stift St. Florian bei Linz aus, was sein bedeutendster Auftrag war.
Im Jahr 1688 war Meyer Rottenmeister im Winterthurer Offizierskorps. Politisch war er ab 1697 im Grossrat von Winterthur tätig. Seinen Lebensabend verbrachte er als Winterthurer Amtsmann auf Schloss Wyden bei Ossingen, wo er am 11. Juni 1713 verstarb. Sein Nachlass befindet sich heute in den Sondersammlungen der Winterthurer Bibliotheken. Seine Söhne blieben als Maler ohne Bedeutung.

## Bedeutung
Felix Meyer war ein bedeutender Schweizer Landschaftsmaler seiner Zeit. Er war vor allem in Zürich für die weitergehende Entwicklung auf diesem Gebiet massgebend. Er muss aber auch etliche Aufträge im Ausland erhalten haben, von denen nur noch wenige bekannt sind.
Zudem gilt er als wichtigster Vermittler niederländischer Italianisten in der Schweiz.
Seine Gebirgslandschaften mit Gletschern gehören zu den ersten dieser Art in seiner Heimat.